# Аргветі (регіон)

Стародавня Аргветі між грузинськими царствами Колхіди та Іберії.

Аргветі (груз. არგვეთი), також Маргветі (груз. მარგვეთი) — історичний район в Імеретії, західна Грузія.

## Географія
За Леонтієм Мровелі (XI ст.), Аргветі включала територію від хребта Ліхі до Ріоні і від гірРачі до гір Ферсаті. Наразі це територія нинішніх муніципалітетів Хараґаулі, Сачхери, Зестафоні, Терджолі, Багдаті, Чіатурі та Ткібулі.

## Історія
Територія лежала на історичному іберійсько-лазиканському кордоні, тобто між нинішніми східною та західною частинами Грузії. З 3 століття до н. е. до 6 століття н. е. вона часто потрапляла під владу іберійських царів (Картлі) і іноді охоплювала також деякі сусідні райони, зокрема Таквері. У ранньому середньовіччі Аргветі було напівнезалежним князівством (самтавро), відомим своїми вельможами 8-го століття Давидом і Костянтином Мхеїдзе, які воювали проти арабів у 730-х роках. З 8 по 11 століття Аргветі був герцогством у складі Абхазького царства, яке у 1008 році було об'єднане з Картлі в єдину грузинську монархію. Тоді це був спадок могутнього князівського роду Багваші, який виник у 1103 році, що дозволило царю Давиду IV подарувати частину Аргветі монастирю Гелаті. Те, що залишилося від володіння Багваші, у 12-13 століттях було передано родині Аманелісдзе. У пізньому середньовіччі Аргветі був розподілений між вотчинами різних знатних родів Імеретії, зокрема, Церетелі, Абашидзе, Чхеїдзе та Мхеїдзе.

Деякі з важливих історичних пам'яток, розкиданих по всій області, — це фортеці Шорапані, Сканде, Свері, Чіха, Мухурі, а також церкви Убісі, Джручі, Табакіні і Кацхі.